# Limatula bisecta
Limatula bisecta is een tweekleppigensoort uit de familie van de Limidae. De wetenschappelijke naam van de soort is voor het eerst geldig gepubliceerd in 2004 door J. A. Allen.